# Тірич-Мір
Тірич-Мір, Тіричмір (урду ترچ میر) — гора та однойменний гірський масив на півночі Пакистану, найвища точка гірської системи Гіндукуш.

## Географія
Гора має максимальну висоту 7708 м (за іншими даними 7690 м). Розташована за 240 км на північний захід від гори Нангапарбат і за 300 км від міст Кабулу та Пешавару. Відроги гори з'єднують її з сусідніми вершинами. Між ними — великий льодовик.
Перше сходження на вершину Тірич-Мір здійснене в 1950 р. норвезькою експедицією, яку очолював Арне Несс.

## Вершини Тірич-Міру
Гірський масив Тірич-Мір включає в себе кілька вершин:
- Тірич-Мір Головна (висота — 7708 м / відносна висота — 3908 м / — ізоляція 238,65 км);
- Тірич-Мір Східна (7691 м / 191 м / 1,0 км);
- Тірич-Мір Західна II (7500 м / 80 м / 1,18 км);
- Тірич-Мір Західна I (7487 м / 47 м / 0,43 км);
- Тірич-Мір Західна III (7400 м / 80 м / 1,25 км);
- Тірич-Мір Західна IV (7338 м / 118 м / 0,64 км).

Ще однією із вершин, шостою за рахунком, вважається вершина на плечі Канченджанґи Західної (Yalung Kang Shoulder 8200 м / 40 м);

## Клімат
Область гірського масиву характеризується холодною погодою через великі висоти і під впливом субарктичного клімату. Повітря має низький процентний склад кисню. Зими холодні із середньою мінімальною температурою близько -22 °C, і середньою максимальною понад -35 °C в розпал зими, яка триває з середини жовтня до середини травня. Літо починається у червні і продовжується до початку вересня, з середньою температурою в районі 15 °C і невеликою кількістю опадів. Річна кількість опадів майже повністю припадає на декілька місяців: з грудня по травень, коли Тірич-Мір отримує близько 550 міліметрів  опадів, в основному у вигляді снігу.
| Клімат Тірич-Міру       | Клімат Тірич-Міру | Клімат Тірич-Міру | Клімат Тірич-Міру | Клімат Тірич-Міру | Клімат Тірич-Міру | Клімат Тірич-Міру | Клімат Тірич-Міру | Клімат Тірич-Міру | Клімат Тірич-Міру | Клімат Тірич-Міру | Клімат Тірич-Міру | Клімат Тірич-Міру | Клімат Тірич-Міру |
| Показник                | Січ.              | Лют.              | Бер.              | Квіт.             | Трав.             | Черв.             | Лип.              | Серп.             | Вер.              | Жовт.             | Лист.             | Груд.             | Рік               |
| Абсолютний максимум, °C | 5                 | 6                 | 10                | 18                | 25                | 30                | 33                | 31                | 29                | 25                | 15                | 9                 | 33                |
| Середній максимум, °C   | 5                 | 6                 | 7                 | 14                | 17                | 21                | 27                | 24                | 20                | 13                | 4                 | 1                 | 27                |
| Середня температура, °C | −3,5              | −2                | −4                | 4                 | 9                 | 13,5              | 18                | 17                | 12,5              | 6                 | −3                | −9                | 11                |
| Середній мінімум, °C    | −12               | −10               | −15               | −6                | 1                 | 6                 | 9                 | 10                | 5                 | −1                | −10               | −19               | −5                |
| Абсолютний мінімум, °C  | −35,4             | −30               | −31               | −25               | −17               | −8                | −5                | −6                | −7                | −20               | −29               | −37               | −35,4             |
| Норма опадів, мм        | 96.5              | 99.6              | 137.1             | 104.1             | 60.9              | 22.3              | 15.2              | 16.2              | 17.7              | 20.3              | 32.5              | 53.3              | 675.7             |
| ----------------------- | ----------------- | ----------------- | ----------------- | ----------------- | ----------------- | ----------------- | ----------------- | ----------------- | ----------------- | ----------------- | ----------------- | ----------------- | ----------------- |